# Regard
Дардан Алију (алб. Dardan Aliu; Урошевац, 23. јул 1993), познат као Regard, албански је ди-џеј и музички продуцент са Косова и Метохије. Постао је познат 2019. године када је објавио сингл „Ride It”.

## Биографија
Рођен је 23. јула 1993. године у Урошевцу. Године 2017. постао је познат по хаус синглу „Ride It”, ремиксу песме Џеја Шона. Песма је имала више од 4,1 милион прегледа преко друштвеног медија TikTok. У јулу 2019. потписао је уговор са дискографском кућом Ministry of Sound, која је и званично објавила сингл. Нашао се на врху топ-листе Spotify Viral у САД, а затим је имао и више од милион прегледа на -у.